# Casona montañesa

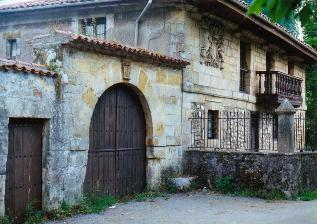
Casona montañesa.

En Cantabria, así como en parte de Asturias, León y el norte de Castilla (España), se denomina casona montañesa o simplemente casona a la casa señorial antigua, siendo estos los edificios más característicos de la arquitectura tradicional montañesa. La aparición de la mayor parte de ellas se produce durante los siglos XVII y XVIII, coincidiendo con un cierto crecimiento económico en la comunidad gracias al desarrollo del cultivo del maíz. Existen muy pocos ejemplos de siglos anteriores.
Tipológicamente se encuentran a medio camino entre la vivienda rústica y los palacios; por ello, participan tanto de los factores arquitectónicos y funcionales locales como de la incorporación de elementos decorativos propios de los estilos artísticos dominantes.
Aunque en ellas predomina el carácter residencial, en ocasiones también funcionan como centros aislados de explotación agraria y por tanto son equiparables a otro tipo de construcciones que se dan en España con esta función como los caseríos (País Vasco y Navarra), las masías (Cataluña y Valencia ) o los cortijos (Andalucía).

## La casona como símbolo montañés
La casona forma parte del mito de «La Montaña», de Cantabria. Según esta creencia se trataría de un tipo de construcción expresión autóctona de las esencias, surgidas de la esencia misma del carácter cántabro y su cultura popular. De una arquitectura anónima surgida de un pueblo y no de una categoría social.
En realidad es un producto de un estamento de la sociedad y una función social que definen un estilo de vida. La casona montañesa es el resultado de una nobleza viajera cuya repercusión va más allá de los límites de la comunidad, insertándose dentro del debate ideológico arquitectónico del barroco español. Los grandes linajes cántabros se deben adaptar a los nuevos tiempos desprendiéndose de su origen militar e integrándose en las nuevas actividades económicas.
A diferencia de la casa montañesa la casona montañesa no se trata pues de una arquitectura popular, sino de una arquitectura de la nobleza hecha por arquitectos con nombres y apellidos.

## Características
Tipológicamente la casona montañesa se encuentra a medio camino entre la casa tradicional montañesa y los palacios. Es por ello que en ellas se inscriban factores arquitectónicos y funcionales de las diversas comarcas de Cantabria, así como la incorporación de elementos decorativos de las corrientes arquitectónicas predominantes de la época.

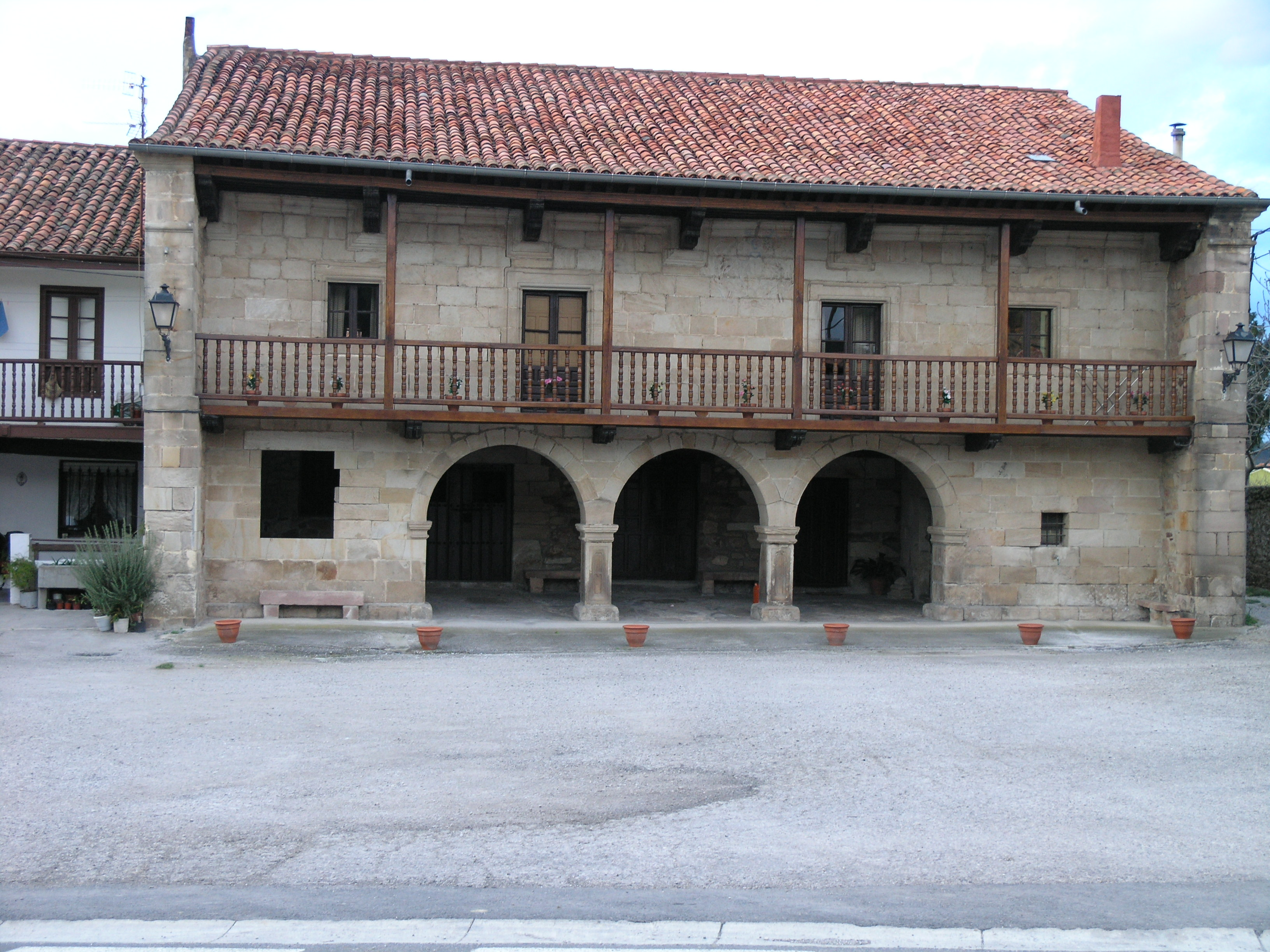
Casona en Viérnoles. Se observan las características típicas de la casona montañesa, como el soportal con arquerías y la amplia solana con muros cortafuegos.

El número de casonas del siglo XVI que aún persisten es escaso. De este periodo destacan el componente militar original, como la escasez de vanos y el remate en las esquinas con cubos macizos, estos últimos bien de carácter estructural defensivo o meramente estético. Inicialmente son, por lo general, de ancho fondo y moderado desarrollo en el sentido de la fachada principal.
En siglos venideros el entusiasmo constructivo que hubo en la comunidad se definió en la edificación por toda Cantabria de un gran número de estas casonas, nobles edificios de planta rectangular, con la fachada principal ya en el lado mayor, el más distinguido compuesto de sillares y presidido por grandes escudos de armas labrados en piedra arenisca que reflejaban el estamento y linaje de su propietario.
Un ejemplo de lo anterior lo encontramos en la Casona de las Fraguas, cuya fachada principal neoclásica tiene sus orígenes en el gusto de su por aquel entonces propietario, que habiendo sido agregado de la embajada española en Nápoles durante el siglo XIX, adquirió el gusto por lo italianizante y neoclásico.
Los hastiales, a saliente y poniente, suelen prolongarse en piedra de sillería hasta sobresalir como machones sobre la fachada sur. Entre ellos se cobija en la planta baja un soportal con arquerías y la solana en la primera. Se agregan ventanas de antepecho con platabandas y cubierta a dos o cuatro aguas, según su volumen y la complejidad con que se articulaba con el resto de edificios (solía existir también capilla y otras dependencias anejas). Todo el conjunto era rodeado de altas tapias de mampuesto y cal con una monumental portalada, a veces decorado con otro escudo en su tímpano, que daba acceso a la corralada.
En el siglo XVII se generaliza la mencionada solana, un gran balcón que recorre toda la fachada noble del edificio con balaustre de madera torneada, a veces con cuidadoso trabajo de talla. Según las comarcas, estas podían estar resguardadas por un amplio alero sostenido por canecillos tallados en roble.
En los núcleos urbanos la tipología podía diferir por las condiciones que marcan este tipo de espacios, aunque siempre respetando la planta ortogonal. A diferencia de las rurales, las casonas en ámbitos urbanos suelen ser edificios entre medianeras, siendo la fachada principal uno de los lados menores, lo que acentúa la desproporción entre esta y el fondo

## Distinciones por comarcas

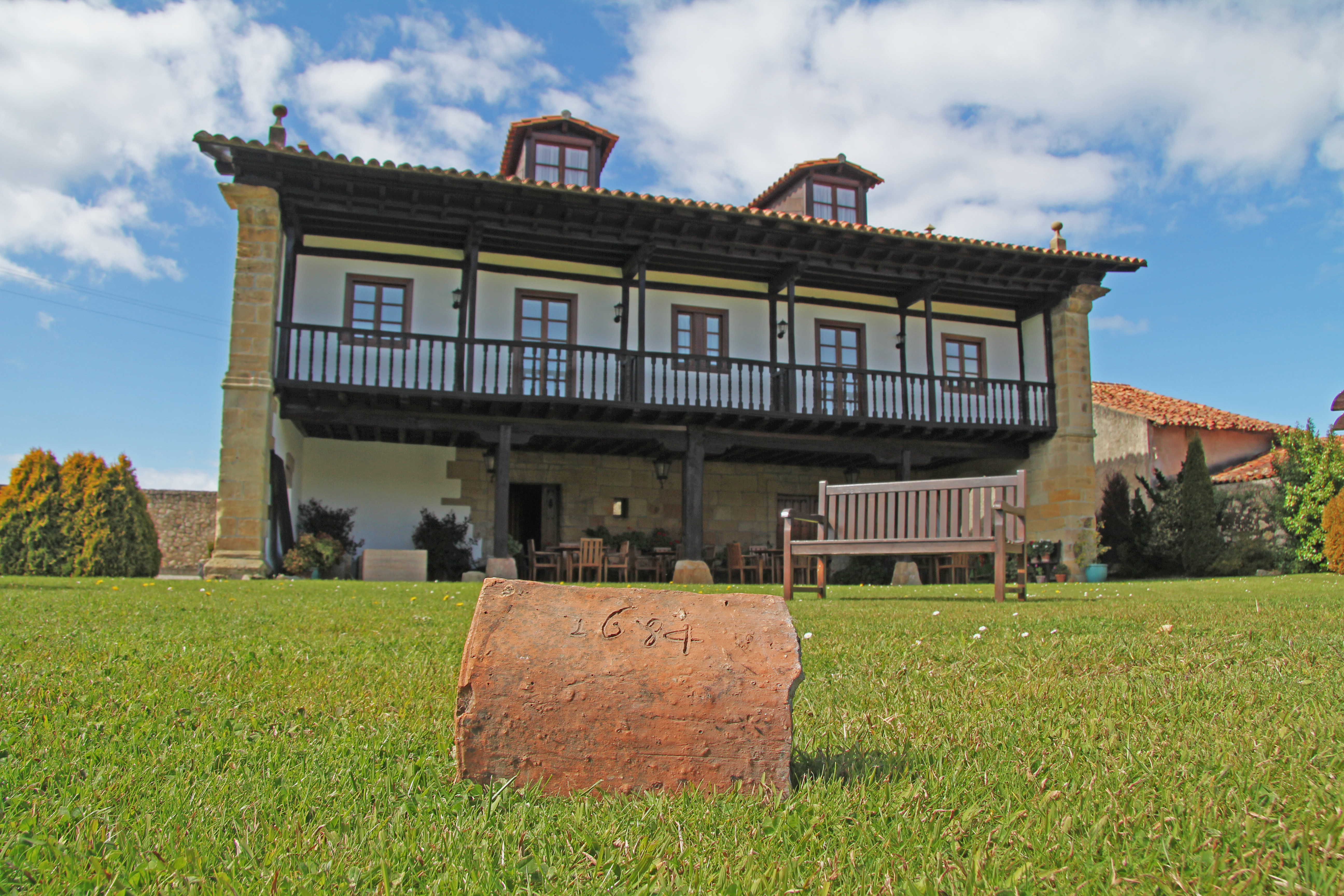
Casa-palacio de los Gómez de Carandia, en Toñanes, casona de finales del reconstruida en el año 2002.

Aunque el patrón es similar, como se ha mencionado existen diferenciaciones según las comarcas. Así, la tendencia a solanas sin muros cortafuegos es muy característica de los valles de Cayón y Carriedo. En cambio en Trasmiera, pese a que existen muchas casas con solana, el modelo tradicional suele carecer de ella, siendo la fachada principal de sillería con ventanas y soportal con dos arcos campanales al exterior. La casa campurriana tiende a cerrar vanos a consecuencia de la rigurosidad del clima de esta zona de Cantabria, prescindiendo frecuentemente de la solana y del soportal. Las casonas asoniegas destacan por tener planta cuadrada con dos o tres pisos y tejado a cuatro aguas, siendo característicos los balconajes corridos exentos con buenos ejemplos en Ruesga y Soba. Por último las lebaniegas destacan por una mayor abundancia en la madera, los muros de zarzos, ladrillos e incluso adobes.